# Jasen (gmina Ilirska Bistrica)
Jasen – wieś w Słowenii, w gminie Ilirska Bistrica. W 2018 roku liczyła 272 mieszkańców.